# Paul Hammerich
Paul Hammerich (* 16. Juni 1927 in Kopenhagen; † 12. April 1992 ebenda) war ein dänischer Journalist und Schriftsteller, dem 1978 der Søren-Gyldendal-Preis verliehen wurde.

## Leben
Nach dem Schulbesuch begann Hammerich 1948 als Journalist bei der Tageszeitung Politiken, wo er zunächst Reporter und zuletzt von 1960 bis 1967 Redakteur der Sonntagsausgabe war. Nach anschließenden Tätigkeiten bei anderen Zeitungen wie zum Beispiel von 1968 bis 1969 als Redakteur bei der Wochenzeitung Hjemmet wurde er 1971 Mitarbeiter von Gyldendal, dem ältesten und größten Verlag Dänemarks.
Neben seiner journalistischen Tätigkeit widmete er sich ab Mitte der 1970er Jahre zunehmend auch der Schriftstellerei. Zwischen 1976 und 1980 erschien sein Hauptwerk En danmarkskrønike 1945-72, eine dreibändige aus Sicht eines Kopenhageners subjektiv verfasste Chronik der Nachkriegsgeschichte Dänemarks, die durch ihre Sprache sowie die Darstellung der Thematik fasziniert. Für den ersten Teil dieses Werkes erhielt er 1978 den Søren-Gyldendal-Preis, ehe die Chronik zwischen 1983 und 1984 mit dem Titel Gamle Danmark als Fernsehproduktion ausgestrahlt wurde. Daneben war zwischen 1979 und 1983 auch Vorsitzender des Dänischen Filminstituts (Det Danske Filminstitut), einer zum Kulturministerium gehörenden staatlichen Institution.
1983 beendete er auch seine Tätigkeit für den Gyldendal-Verlag und kehrte zur Tageszeitung Politiken zurück, wo er bis zu seinem Tode als Redakteur und Kolumnist beschäftigt war. Des Weiteren verfasste er nicht nur Satiren, Revuen und andere Unterhaltungsliteratur, sondern auch Drehbücher für Radio- und Fernsehserien wie Karlsens Kvarter, Hov-Hov, Huset på Christianshavn (die im Fernsehen der DDR zwischen 1975 und 1982 unter dem Titel Oh, diese Mieter gesendet wurde) sowie Matador. Hammerich war auch Produzent von Zeichentrickfilmen.

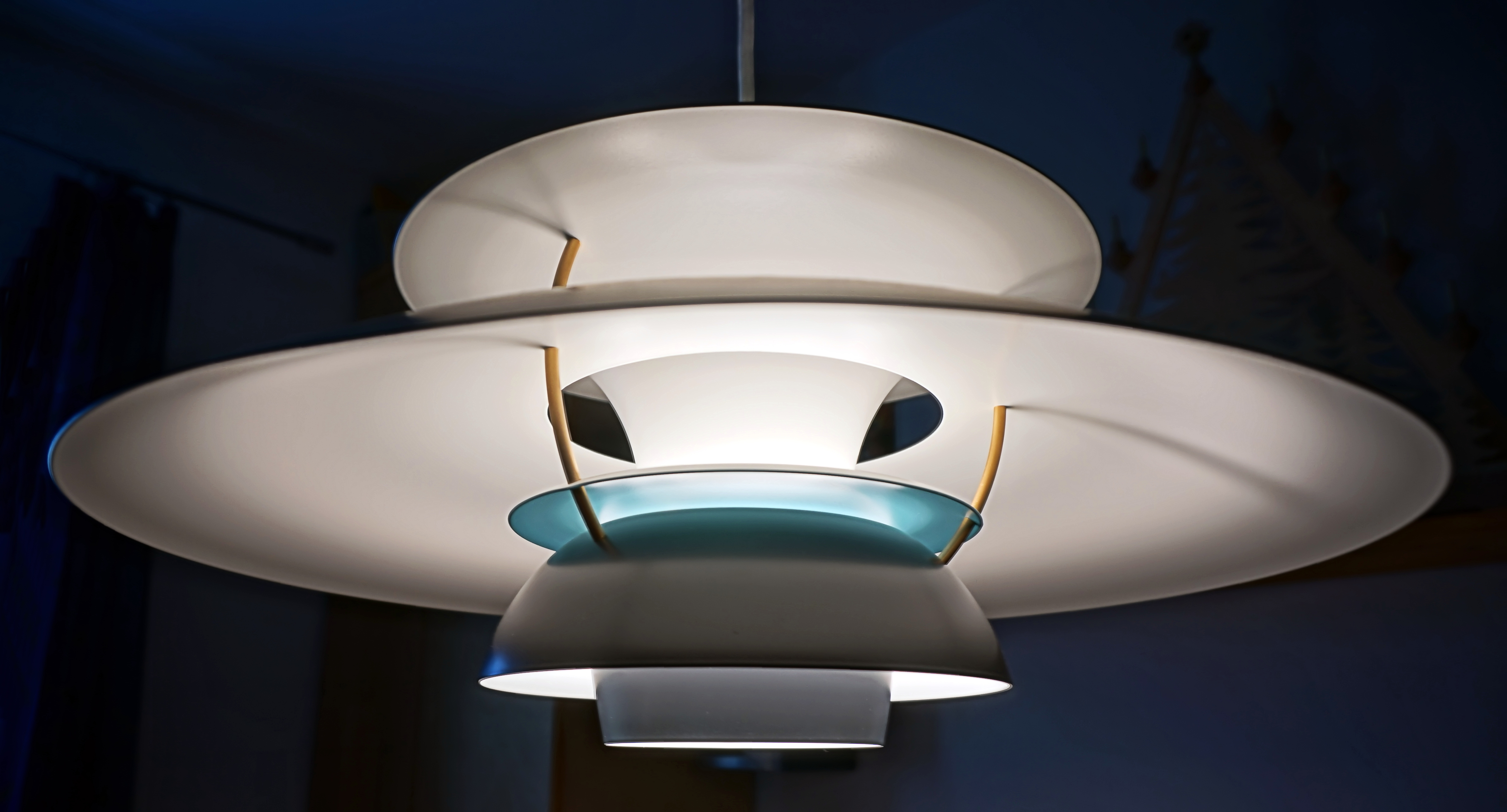
Bis heute produzierte Lampe PH50 von Poul Henningsen

Hammerichs Buch Lysmageren (1986) über Poul Henningsen ist eine substanzreiche und einfühlsame Darstellung des Lebens des Designers, Autors, Architekten und Kritiker, der eine der maßgebenden Personen des kulturellen Lebens in Dänemark zwischen den Weltkriegen war.
Zuletzt erschienen von ihm die Bücher Historien længe leve og andre korte krøniker (1990) sowie 1992 posthum Undtagelsen: en krønike om jøderne i Norden frem til 2. Verdenskrig, eine Geschichte der Juden in Dänemark bis zum Zweiten Weltkrieg.
Nach seinem Tode wurde bis zum Jahr 2000 der Paul-Hammerich-Prisen, ein mit 50.000 Dänischen Kronen dotierter Literaturpreis verliehen.
Aus Hammerichs erster Ehe mit der Übersetzerin Ida Elisabeth Hammerich stammte sein Sohn Rumle Hammerich, der als Filmregisseur und -produzent tätig ist. 1982 heiratete er die Schauspielerin Malene Schwartz.

## Weitere Veröffentlichungen
- Esther : en dansk musical , Musik Bent Fabric, 1988, ISBN 87-00-40882-4